# カステルモロン＝ダルブレ
カステルモロン＝ダルブレ （Castelmoron-d'Albret）は、フランス、ヌーヴェル＝アキテーヌ地域圏、ジロンド県のコミューン。面積はわずか3.54ヘクタールと、パリのシャルル・ド・ゴール広場とおよそ同じくらいしかなく、フランス国内で面積が最小のコミューンである。

## 地理
町はアントル・ドゥー・メール地方にあり、ボルドーの東南東57km、ランゴンの北東29km、モンセギュールの西北西9.5kmのところにある。

## 由来
町の名称は、城を意味するラテン語のcastellumと、『暗い』または『不吉な』ことを意味する後期ラテン語moronisからなる。それは、700年代にカステルモロンの古いオッピドゥムをムーア人（フランス語でmaures）が創設したと錯覚した可能性がある。語末の-d'Albretが付け足されたのは1957年である。カステルモロン男爵領は14世紀からアルブレ家が所有しており、ナヴァール女王ジャンヌ・ダルブレが幾度もここに滞在したという史実からきている。
ガスコーニュ語での名称はCastèl Mauron d'Albretである。

## 歴史
フランス革命時代、カトリックのサント・カトリーヌ・ド・カステルモロン教区がサン・ヴァンサン・ド・コーモンと合併し、コミューンのカステルモロンとなった。1792年から1795年まで続いた国民公会時代には、コミューンは名称をカステル＝マラー（Castel-Marat）と改名させられた。
町は1957年までカステルモロンという簡素な名称だったが、ロット＝エ＝ガロンヌ県のコミューン、カステルモロン＝シュル＝ロットと区別するため、d'Albretが付け足された。

## 人口統計
| 1962年 | 1968年 | 1975年 | 1982年 | 1990年 | 1999年 | 2006年 | 2015年 |
| ------ | ------ | ------ | ------ | ------ | ------ | ------ | ------ |
| 114    | 82     | 79     | 62     | 64     | 62     | 57     | 52     |

参照元:1962年から1999年までは複数コミューンに住所登録をする者の重複分を除いたもの。それ以降は当該コミューンの人口統計によるもの。1999年までEHESS/Cassini、2006年以降INSEE

## 史跡
- 岩場の露頭の上にある要塞化された村、城壁の遺構
- かつての公爵宮殿はコミューン役場となっている
- 19世紀に修復されたサント・カトリーヌ・エ・ノートル・ダム教会

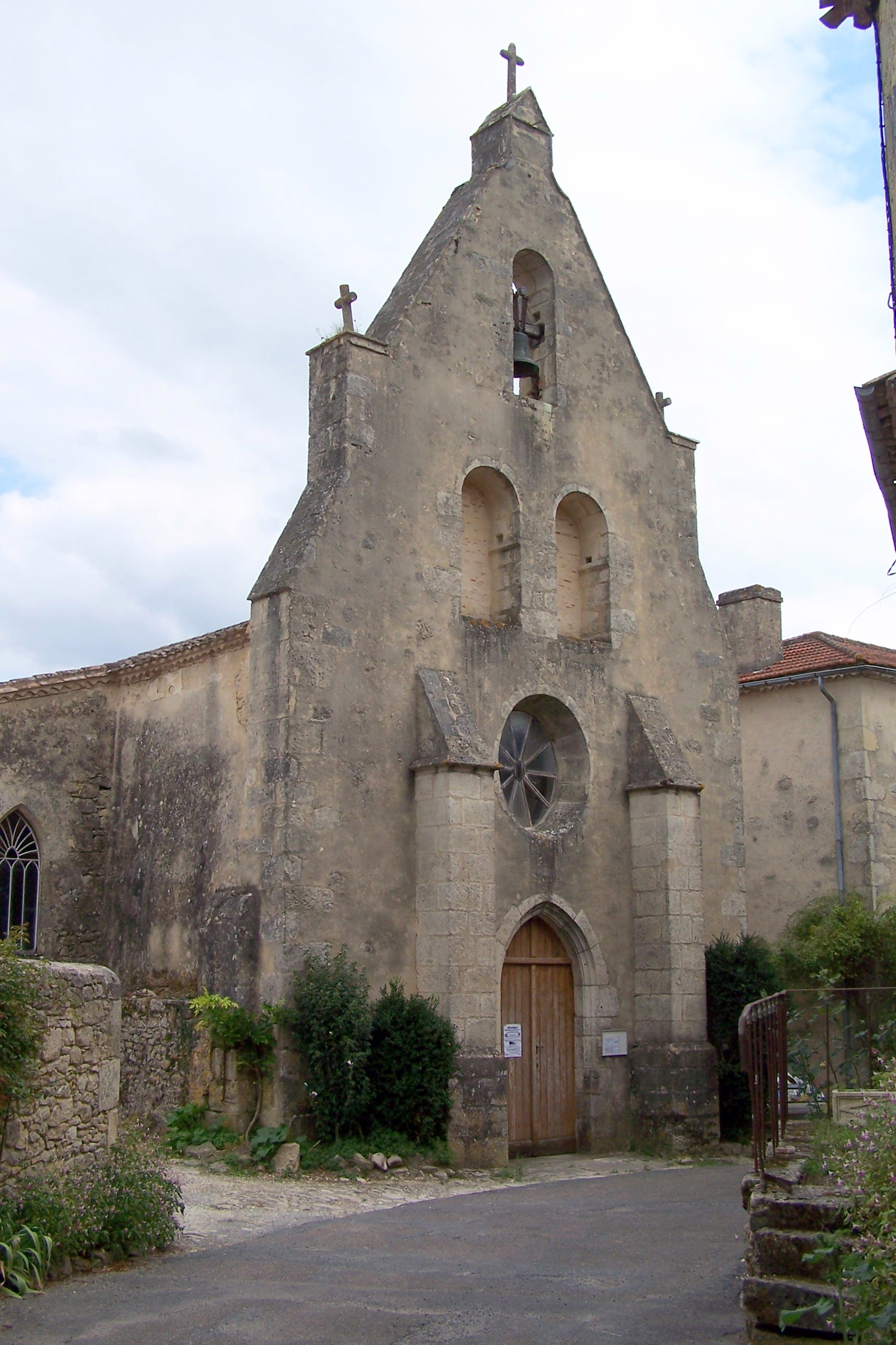
サント・カトリーヌ・エ・ノートル・ダム教会
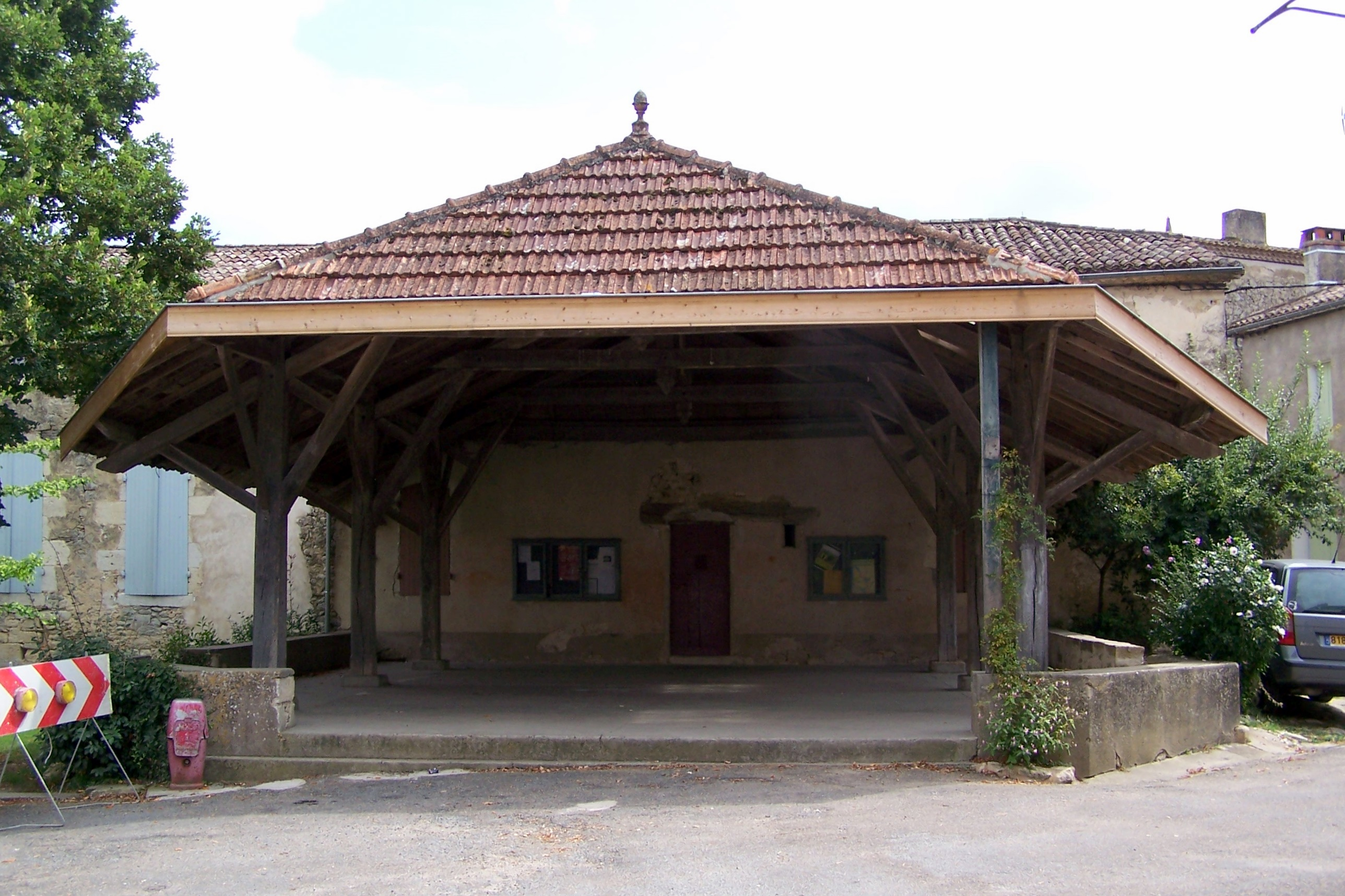
アル
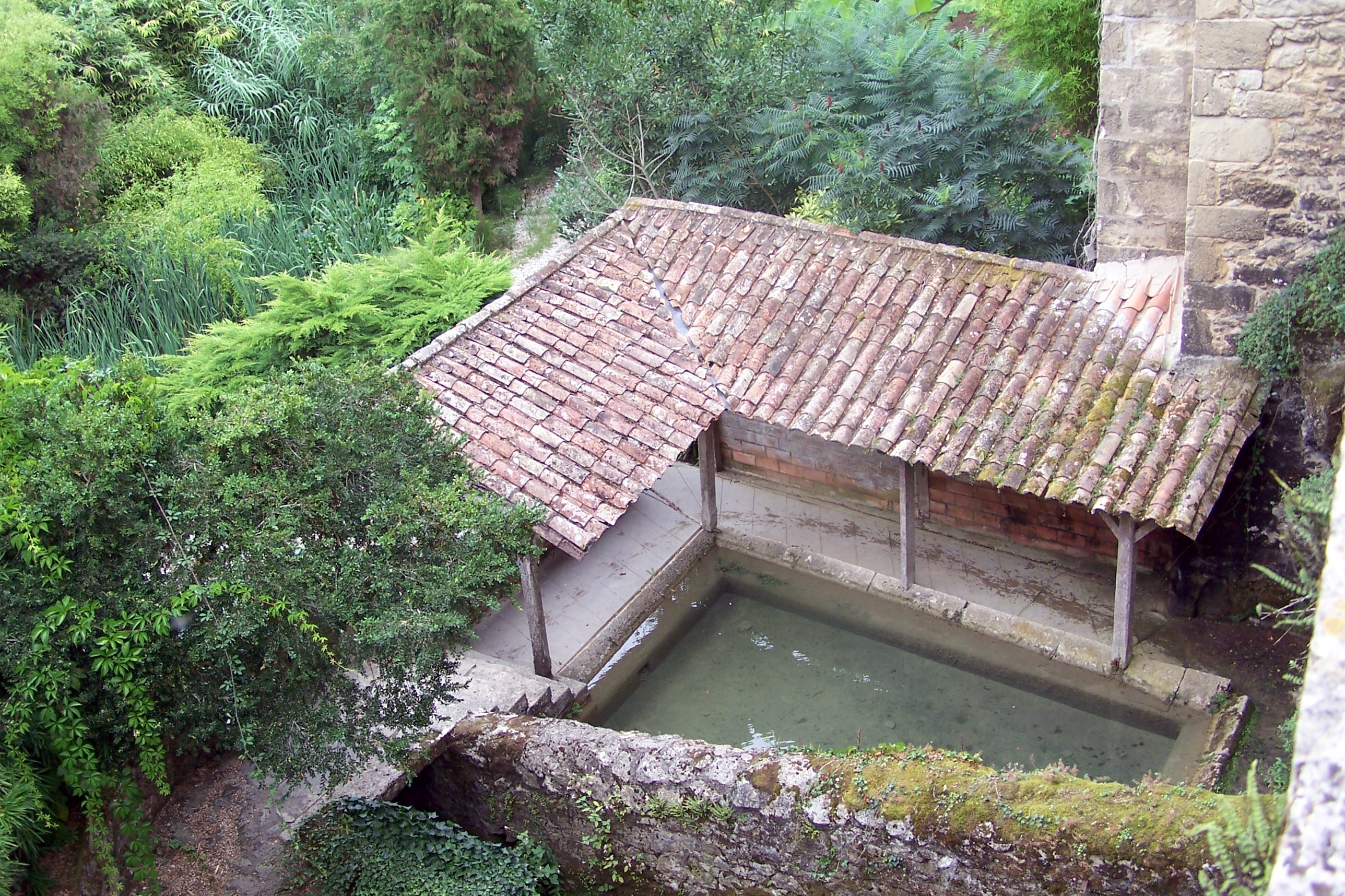
洗濯場
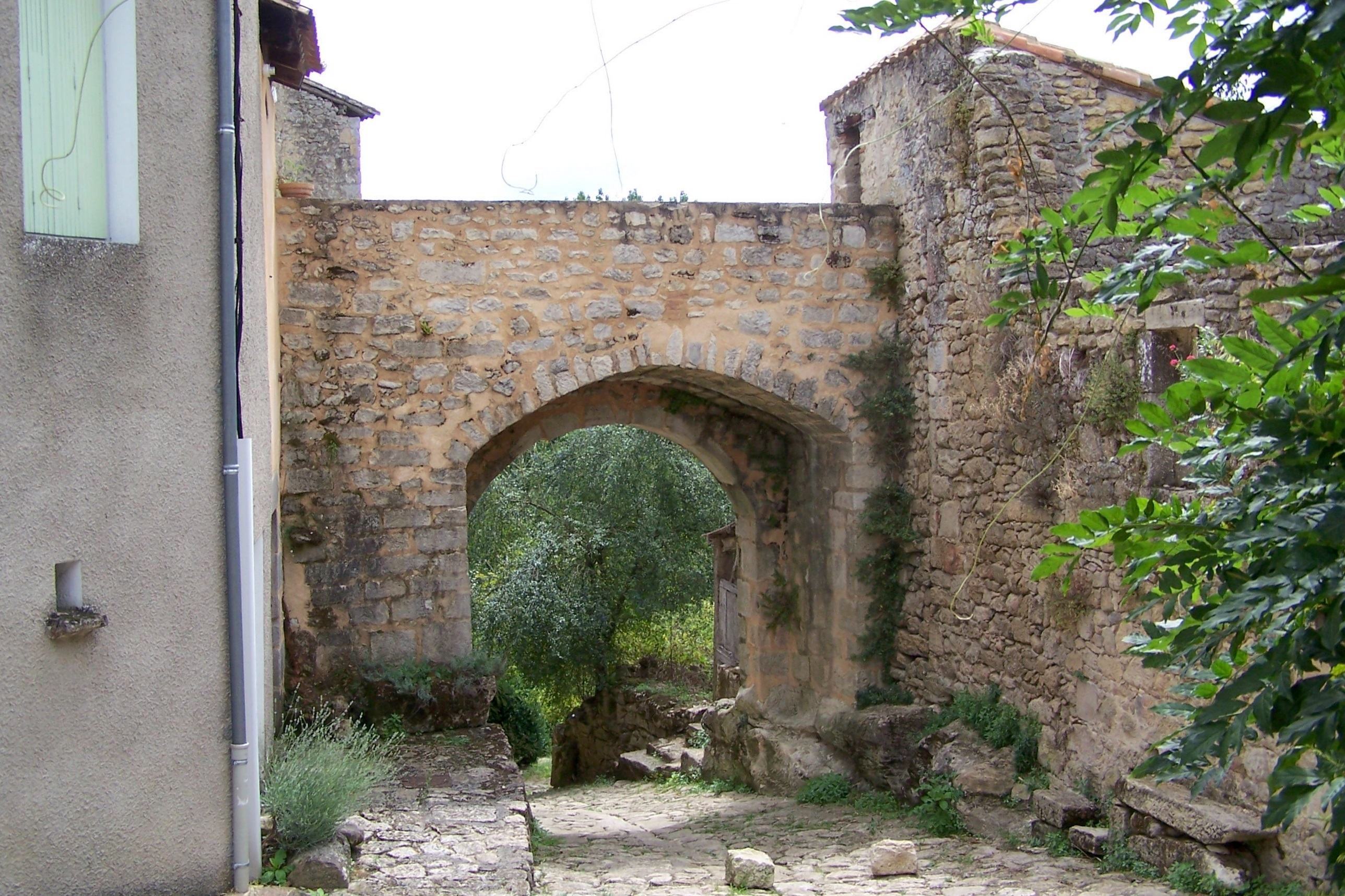
城壁の間道と橋
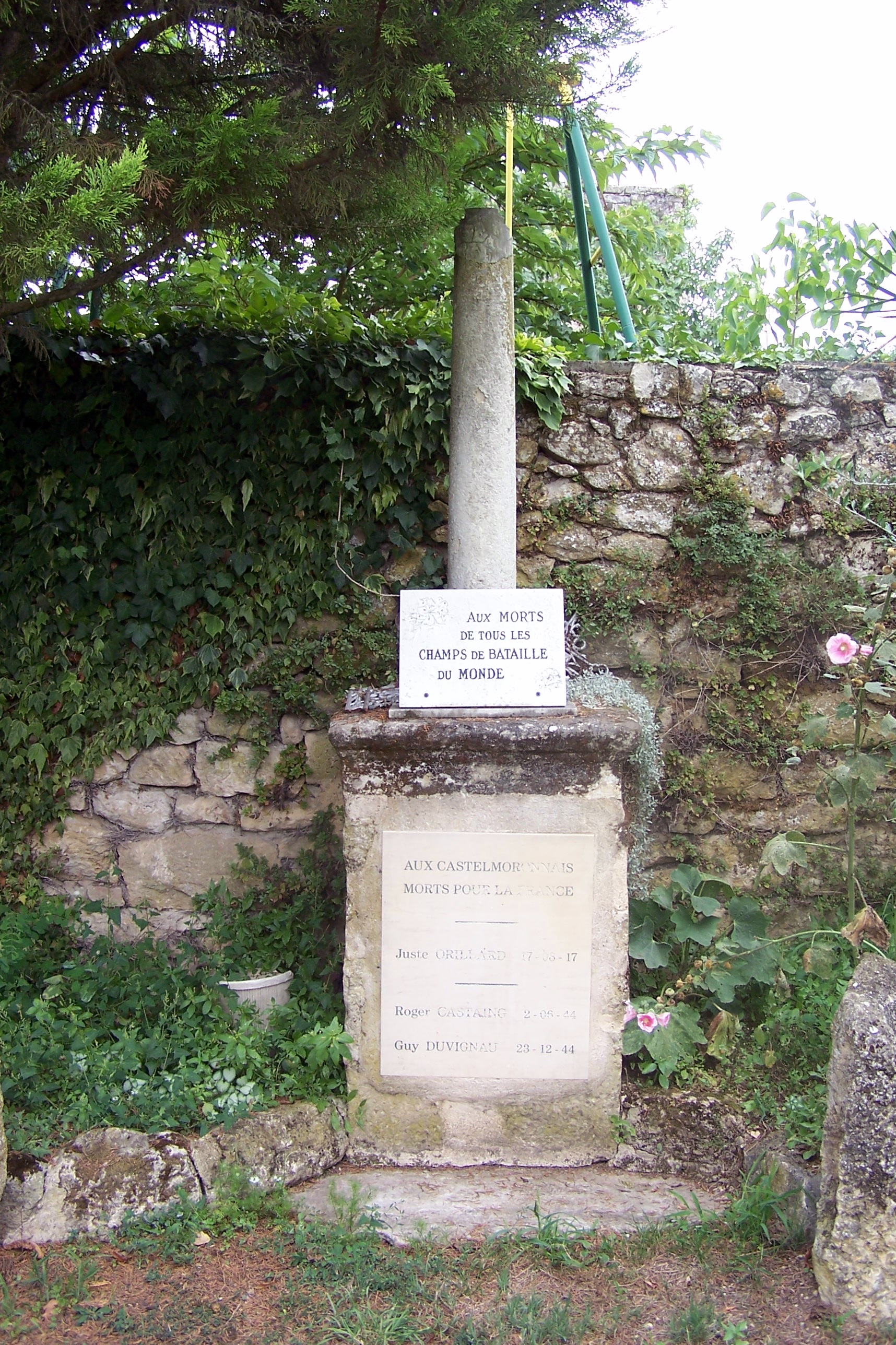
戦没者記念碑

## 参照
1. ↑  Nom des habitants de la commune sur habitants.fr, consulté le 24 août 2011.
2. ↑  Distances les plus courtes par la route - Les distances orthodromiques sont respectivement de 48 km pour Bordeaux, 23.7 km pour Langon et 7.9 km pour Monségur. Données fournies par Lion1906.com, consulté le 24 août 2011.
3. ↑  Castelmoron-d'Albret sur le site « Visites en Aquitaine - Région Aquitaine » (CC BY-SA), consulté le 20 mars 2015.
4. ↑  Histoire sur le site de la mairie, consulté le 20 mars 2015.
5. ↑  Historique des communes, p. 13, sur GAEL (Gironde Archives en ligne) des Archives départementales de la Gironde, consulté le 28 mars 2013.
6. 1 2  http://cassini.ehess.fr/cassini/fr/html/fiche.php?select_resultat=7101
7. ↑  https://www.insee.fr/fr/statistiques/3293086?geo=COM-33103
8. ↑  http://www.insee.fr